# Dempelrejo
Dempelrejo is een bestuurslaag in het regentschap Kendal van de provincie Midden-Java, Indonesië. Dempelrejo telt 2168 inwoners (volkstelling 2010).